# سیمور باتس
سیمور باتس (انگلیسی: Seymore Butts؛ زاده ۱۸ مارس ۱۹۶۴) بازیگر پورنوگرافی اهل ایالات متحده آمریکا است.